# أرابيا

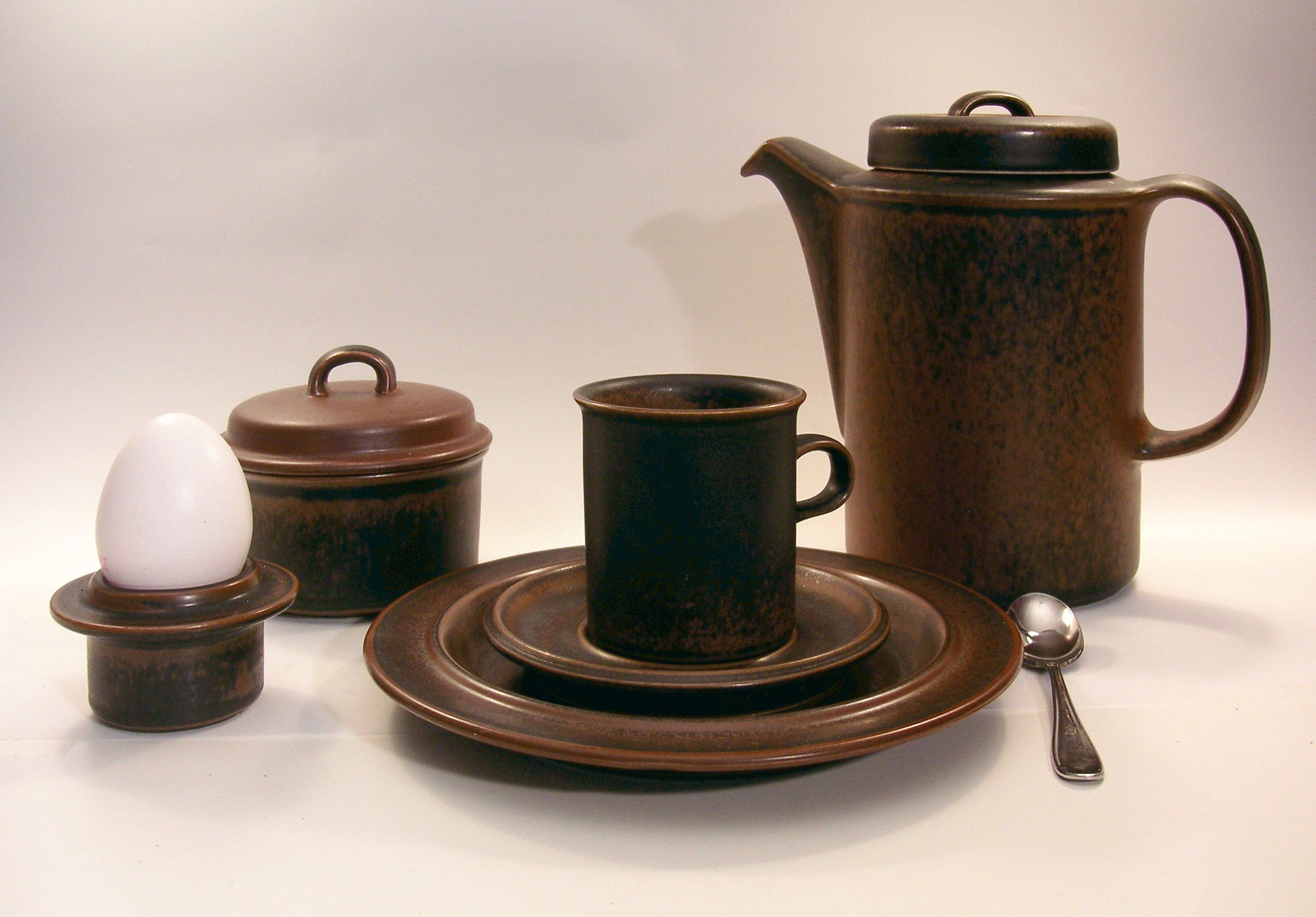
أرابيا-كلاسك من عام 1970

أرابيا (Arabia) شركة خزف فنلندية، تأسست سنة 1873، مملوكة حاليا من قبل شركة فيسكارس. تختص أرابيا في أدوات المطبخ وآنية المائدة.
يقع مصنع أرابيا للخزف الأصلي في توكولا (هلسنكي)؛ ولا تزال واحدة من مراكز إنتاج مؤسسة فيسكارس.
كانت أولا بروكوبيه فنانة معروفة ومصممة للشركة.

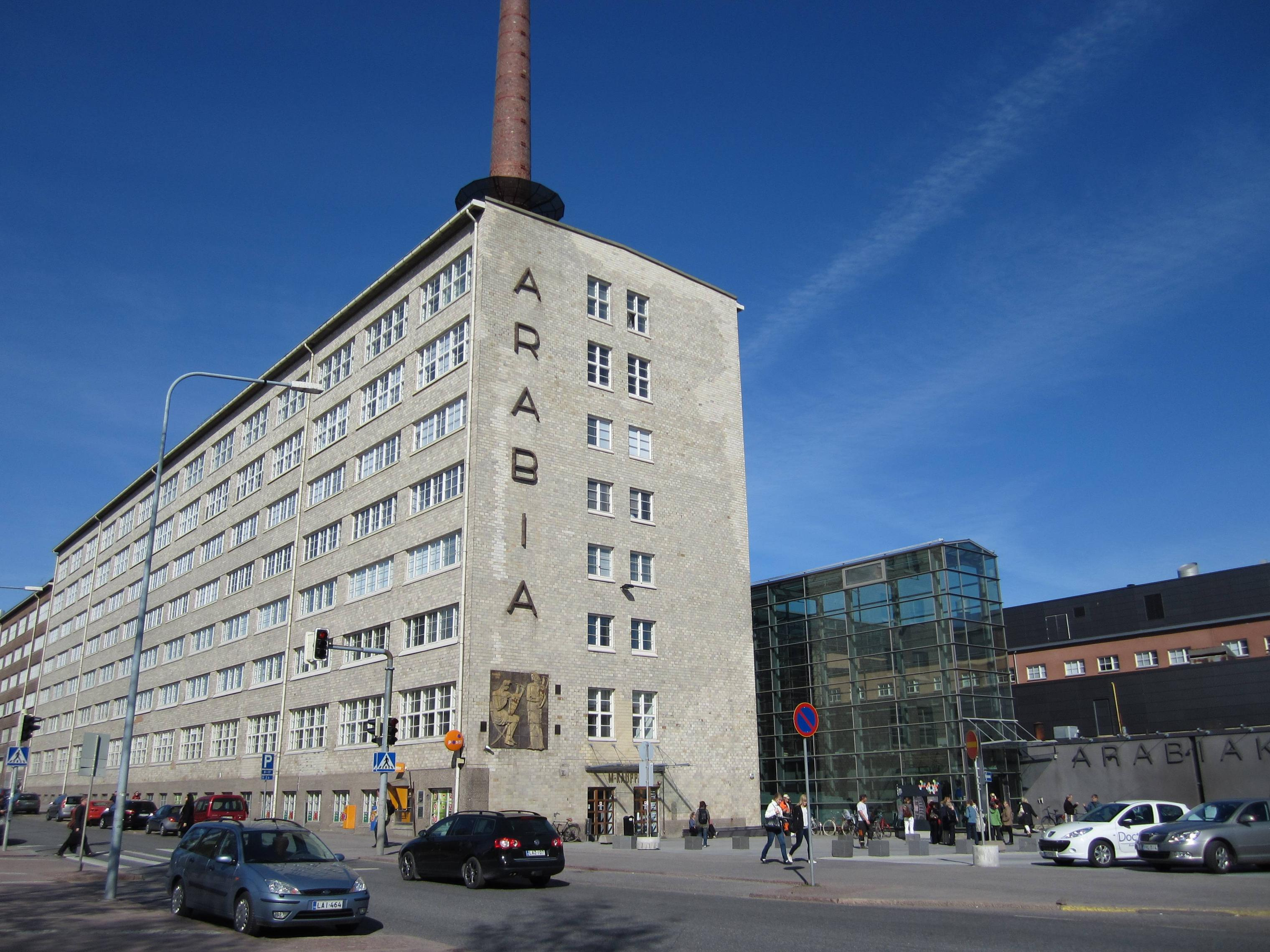
مبنى مصنع أرابيا في هلسنكي

## وصلات خارجية
- Arabia website
- Arabia history - profile at FinnishDesign.com